# 2002–2003-as magyar női röplabdabajnokság
A 2002–2003-as magyar női röplabdabajnokság az ötvennyolcadik magyar női röplabdabajnokság volt. A bajnokságot átszervezték oly módon, hogy az Extraliga és az NB I teljesen független lett egymástól, a csapatok az idényen belül már egyáltalán nem játszottak a másik osztályban lévőkkel. A bajnokságban nyolc csapat indult el, a csapatok három kört játszottak, majd az alapszakasz után play-off rendszerben játszottak a végső helyezésekért.

## Alapszakasz
| #  | Csapat                             | M  | Gy | V  | Sz+ | Sz- | P  |
| -- | ---------------------------------- | -- | -- | -- | --- | --- | -- |
| 1. | NRK Nyíregyháza                    | 21 | 19 | 2  | 60  | 11  | 40 |
| 2. | BSE-FCSM                           | 21 | 17 | 4  | 54  | 18  | 38 |
| 3. | Architekton-Gödöllői RC            | 21 | 12 | 9  | 42  | 35  | 33 |
| 4. | Vasas SC-Budai Tégla-Óbuda         | 21 | 12 | 9  | 47  | 40  | 33 |
| 5. | Minor-Phoenix-Mecano-Kecskeméti RC | 21 | 9  | 12 | 34  | 43  | 30 |
| 6. | V-fon-Jászberényi RK               | 21 | 7  | 14 | 31  | 46  | 28 |
| 7. | Miskolci VSC-Cronus                | 21 | 4  | 17 | 19  | 56  | 25 |
| 8. | Szegedi DRE                        | 21 | 4  | 17 | 17  | 55  | 25 |

* M: Mérkőzés Gy: Győzelem V: Vereség Sz+: Nyert szett Sz-: Vesztett szett P: Pont

## Rájátszás
Negyeddöntő: NRK Nyíregyháza–Szegedi DRE 3:0, 3:0 és BSE-FCSM–Miskolci VSC-Cronus 3:1, 3:2 és Architekton-Gödöllői RC–V-fon-Jászberényi RK 3:2, 0:3, 3:1 és Vasas SC-Budai Tégla-Óbuda–Minor-Phoenix-Mecano-Kecskeméti RC 3:0, 2:3, 3:1
Elődöntő: NRK Nyíregyháza–Vasas SC-Budai Tégla-Óbuda 3:0, 3:0, 3:0 és BSE-FCSM–Architekton-Gödöllői RC 3:0, 1:3, 3:1, 3:1
Döntő: NRK Nyíregyháza–BSE-FCSM 3:0, 3:0, 3:0
3. helyért: Architekton-Gödöllői RC–Vasas SC-Budai Tégla-Óbuda 3:2, 2:3, 1:3, 1:3
5–8. helyért: Minor-Phoenix-Mecano-Kecskeméti RC–Szegedi DRE 3:2, 2:3, 3:1 és V-fon-Jászberényi RK–Miskolci VSC-Cronus 3:1, 3:0
5. helyért: Minor-Phoenix-Mecano-Kecskeméti RC–V-fon-Jászberényi RK 1:3, 3:2, 0:3
7. helyért: Miskolci VSC-Cronus–Szegedi DRE 3:1, 3:0

## NB I.
1. Haladás VSE-F-Gradex 49, 2. BITT-Kaposvári NRC 47, 3. Atlant-Angyalföldi DRC 43, 4. Tatabányai Volán 38, 5. MÁV Előre 37, 6. Agria RC Eger 33, 7. Kalocsai SE 25, 8. Szegedi NRC 16 pont.